# Ива Эдесский
И́ва Эде́сский (сир. ܗܝܒܐ ܐܘܪܗܝܐ, греч. Ίβας ο Εδέσσης; ум. 457) — церковный деятель, представитель Антиохийской школы богословия, епископ города Эдесса с 435 года. Был заподозрен в несторианстве, обвинен в распространении сочинений Феодора Мопсуестийского и низложен на «Разбойничьем» соборе в 449 году. Через два года, на Четвёртом Вселенском соборе был восстановлен на своей кафедре. Осуждено письмо Ивы Эдесского к Марию Персу на Пятом Вселенском соборе в 553 году.

## Биография

### Пресвитер в Эдессе
Сначала он появляется как пресвитер церкви Эдессы во время правления епископа Раввулы, горячо поддерживая богословские взгляды, которым его епископ Раввула бескомпромиссно противостоял. Он восхищался трудами Феодора Мопсуестийского, которые перевёл на сирийский язык и усердно распространял по всему Востоку.
Знаменитая теологическая школа в Эдессе, главой которой, по некоторым сведениям, был Ива и в которую приезжала для получения образования христианская молодёжь из Персии и прилегающих земель, предоставляла много возможностей для распространения верований Феодора. Растущая популярность доктрин, которые казались явно еретическими, встревожила Раввулу, и он попытался предать труды Феодора анафеме и сжечь. Однако церковь Эдессы в целом благосклонно относилась к учению Феодора и поддерживала Иву.
Ива присутствовал на Первом Эфесском соборе в 431 году в качестве пресвитера, был осведомлён о деспотическом поведении Кирилла Александрийского и написал в 433 году письмо человеку, который стал известен как «Мара, епископ Хардашира (или Адашир) в Персии», письмо, которое позже стало одним из трёх главы. Название вполне может быть неправильно понятой формулой наименования епископа Селевкии-Ктесифона, города, известного как Адашир в период Сасанидов, которым в то время был некий католикус Дадьешу (421—456), глава несториан в Персии. «Мара» был в Эдессе до несторианской полемики, и Ива написал ему, чтобы рассказать о том, что произошло после его визита. Несмотря на то, что письмо явно написана в состоянии сильного раздражения, она показывает Иву как человека независимого суждения и свободного от пристрастий. В письме Несторий подвергается суровому порицанию за отказ от титула Богородицы Деве Марии, а Кирилла Ива обвиняет в аполлинаризме и осуждает как ересь его 12 глав, обвиняя его в отстаивании совершенной идентичности человеческой природы и Божества во Христе и отрицании доктрины о соединении двух природ в Одном Человеке.

### Избрание епископом и обвинения
Когда Раввула умер в 435 или 436 году, Ива был избран его преемником. Это было неприятно тем, кто придерживался решительных антинесторианских взглядов своего покойного епископа, и они планировали добиться его низложения, выдвинув против него обвинения в открытой проповеди еретических доктрин. Обвинения вскоре достигли ушей Феодосия II и архиепископа Константинопольского Прокла. Проклу дело казалось настолько серьёзным, что к концу 437 года он написал Иоанну I Антиохийскому, как ведущему иерарху Востока, умоляя его убедить Иву, если он невиновен, прекратить скандал, публично осудив некоторые положения, главным образом почерпнутые из сочинений Феодора. То же самое требование было предъявлено Проклом всем восточным епископам; но Ива и другие епископы в целом отказались осудить предложения Феодора.
Несмотря на то, что до сих пор они были блокированы, недовольные в Эдессе продолжали действовать против своего епископа. Их лидерами были четыре пресвитера, Самуил, Кир, Евлогий и Мар, которые действовали по наущению одного из епископов-помощников Ивы, Ураниий, епископа Химерии, ярко выраженного евтихианина. В то время как Домн II, который в 442 году сменил своего дядю Иоанна I Антиохийского на посту патриарха Антиохийского, посетил Иераполь-Бамбика для интронизации нового епископа Стефана, противники Ивы выбрали этот момент для действий. Кир и Евлогий официально предъявили Домну обвинение против Ивы, подписанное примерно 17 священнослужителями Эдессы и поддержанное 30-ю. Ива, отправившийся в Иераполь-Бамбику, чтобы засвидетельствовать своё почтение Домну, узнал об обвинении, немедленно созвал своё духовенство, объявил об отлучении Кира и Евлогия от церкви как клеветников и пригрозил таким же обращением всем, кто участвовал в данном разбирательстве.

### Судебные процессы в Антиохии и Бейруте
В 445 году Ива был вызван Домном на собор, проходивший в Антиохии по делу Афанасия Перрского, но он извинился письмом. Домн поддержал Иву, и он не проявил готовности принять выдвинутые против него обвинения. Наконец, в Великий пост 448 года, четыре главных обвинителя представили свой обвинительный акт Домну и совету Востока в манере, слишком формальной, чтобы ею пренебрегать. Следовательно, Домн вызвал Иву, который должен был предстать перед ним после Пасхи, чтобы ответить на обвинения. Собор проходил в Антиохии, и на нём присутствовали всего девять епископов. Ива лично ответил на 18 обвинений, в основном несерьёзного характера и бездоказательных, например, в том, что он присвоил украшенную драгоценными камнями чашу для собственного употребления; что вино во время Евхаристии было низкого качества и количества; злоупотребление суммами, выделенными на выкуп пленников; рукоположения в симонии и допущение рукоположений людей, непригодных для служения, особенно касаемо его племянника Даниила, которого он поставил епископом Харранским. Самые серьезные обвинения заключались в том, что он предал Кирилла анафеме и обвинил его в ереси; что он был несторианином; и особенно то, что на Пасху 445 года в присутствии своего духовенства он произнес богохульные слова: «Я не завидую Христу, что Он стал Богом, ибо я могу стать Богом не меньше, чем Он», и «Это день, когда Иисус Христос стал Богом». Первое обвинение он признал, остальные он с негодованием отверг как низменную клевету. Появились только двое из обвинителей. Самуил и Кир отправились в Константинополь, вопреки условиям, на которых было снято отлучение, чтобы подать свою жалобу императору и Константинопольскому патриарху, решив, что слушание Домна, очевидно, будет предвзятым по отношению к Иве. Домн и совет отказались продолжать судебное разбирательство в отсутствие главных свидетелей, и дело, казалось, было отложено на неопределенный срок.
Затем Евлогий и Мар поспешили присоединиться к своим товарищам в Константинополе, где они обнаружили могущественную партию, решительно враждебную восточным епископам, в частности Феодориту. Их фракция вскоре усилилась с прибытием Урания и ещё полудюжины эдесских священнослужителей. Император и Флавиан, сменивший Прокла на посту архиепископа, выслушали их жалобы, но отказались выслушать их официально. Дело было передано на Восток, и императорской комиссией от 26 октября 448 года для его рассмотрения были назначены Ураний Химерийский, Евстафий Бейрутский и Фотий Тирский, который был избран 9 сентября 448 года после низложения Иринея, а также Дамаский, трибун и государственный секретарь, был направлен в качестве имперского комиссара. Всё это противоречило канонам, согласно которым епископы должны быть подвергнуты суду других епископов, двое из которых принадлежат к другой провинции, на основании императорского указа. Никто, однако, не протестовал: императорская власть считалась абсолютной. Трибунал также был крайне несправедлив. Один из трёх судей, Ураний, был главарем движения против Ивы, в то время как двое других получили свои должности с его помощью.
Местом судебного разбирательства был назван Тир, но слушание было перенесено в епископскую резиденцию в Бейруте, чтобы избежать беспорядков. В ответ на обвинительное заключение Ива представил своим судьям меморандум, подписанный многими из его духовенства, отрицая, что он когда-либо произносил предполагаемые богохульства. Только три свидетеля поддержали обвинение и представили копию спорного письма «Маре». Позже враги Ивы во время Второго Эфесского и Халкидонского соборов утверждали, что Ива признался в написании письма Маре и что протоколы Бейрутского собора не были подделаны. Утверждение Юстиниана о том, что Ива отрёкся от письма Маре в Бейруте, поскольку оно было приписано ему, оспаривается Факундом. Обвинения в подделке протоколов Бейрутского собора свидетельствуют о том, что Ива либо признал, что написал письмо, а затем отказался от него, попросив сторонников сфальсифицировать вышеупомянутые протоколы, либо что он отрицал, что писал письмо, вынудив своих обвинителей сфальсифицировать упомянутые протоколы в той же сессии.
В любом случае, уполномоченные, избегая какого-либо судебного решения, пришли к дружественному соглашению. Его враги согласились снять свои обвинения с Ивы, пообещав, что он забудет прошлое, будет относиться к своим обвинителям как к своим детям и передаст любые новые трудности для урегулирования Домну; и что, чтобы избежать подозрений в злоупотреблениях, церковные доходы Эдессы должны управляться, как и доходы Антиохии, экономами. Ива дал равное удовлетворение по богословским вопросам. Он пообещал публично предать анафеме Нестория и всех, кто думал так же как он, а по возвращении он заявил, что его доктрина идентична доктрине, согласованной Иоанном и Кириллом, и что он принимает постановления Эфесского собора наравне с постановлениями Никеи как по вдохновению Святого Духа. Конкордат был подписан, и только Ураний выразил несогласие, 25 февраля 449 года.

### Низложение на Эфесском соборе
Перемирие было нарушено в течение всего нескольких недель. Партии Евтихия помогли интриги Хрисафия, Диоскора Александрийского и их сторонников добиться эдикта о созыве нового вселенского собора в Эфесе на 1 августа 449 года. Хотя собор был призван восстановить репутацию Евтихия, он также послужил оружием против Ивы. Слухи, старательно распространявшиеся в Эдессе во время его отсутствия о неортодоксальности Ивы, сделали его приём настолько враждебным, что он был вынужден покинуть город и обратиться к военному магистру с просьбой прислать охрану для его защиты. Вскоре он обнаружил, что все обращения к гражданской власти были напрасны. Херея был комитом провинции Осроена, но имел секретные инструкции от Хрисафия и Евтихия арестовать и заключить его в тюрьму и возобновить судебный процесс. Когда 12 апреля 449 года Хереас вошёл в Эдессу, чтобы начать судебный процесс, его встретила толпа игуменов, монахов и их сторонников, требовавших немедленного изгнания и осуждения Ивы и его последователей. Два дня спустя расследование началось с того, что Ива отсутствовал, а толпа агитировала за его осуждение. Вся Эдесса знала, что Херея пришёл только для того, чтобы объявить уже вынесенный приговор.
Однако Херея двигался слишком медленно для их ненависти, и в воскресенье, 17 апреля, волнение в церкви было настолько сильным, что Херея вынужден пообещать, что вердикт бейрутского собора должен быть пересмотрен и начато новое расследование. Оно началось на следующий день; все старые обвинения были воспроизведены теми же обвинителями под дикие вопли «Иву на виселицу, в шахты, в цирк, в ссылку», заглушавшие все попытки объяснения или защиты. Херея, как и было предопределено, направил доклад имперскому правительству, объявив обвинения доказанными; и 27 июня император, подтвердив получение документа, приказал заменить Иву епископом, который пользовался бы доверием верующих. Только законно учреждённый собор мог сместить его, но в то же время злоба его врагов могла быть удовлетворена лишь жестоким приговором против него. Ему было запрещено въезжать в Эдессу, его задерживали и обращались с ним как с гнуснейшим из преступников, таскали из провинции в провинцию, 40 раз меняя место жительства и держа в 20 разных тюрьмах.
Второй Эфесский собор открылся 3 августа. Одной из его целей было окончательно избавиться от Ивы, что и было задачей второй сессии, состоявшейся 22 августа. Трёх епископов, проводивших расследование в Тире и Бейруте, попросили рассказать об их разбирательстве; они уклонились от сообщения об оправдании Ивы, заявив, что расследование, которое позже было проведено в Эдессе, было бы более полезным. Монахи из Эдессы и другие участники обвинительного акта были допущены и попросили представить их отчет, в котором, как и ожидалось, был осужден Ива. Ходатайство о низложении было удовлетворено без возражений Евстафием Бейрутским и Фотием Тирским, которые ранее оправдали его на основании тех же доказательств, проголосовав большинством голосов. Ива не был вызван на собор, находясь на тот момент в тюрьме в Антиохии. Неясно, что случилось с Ивой при даче им показаний.

### Восстановление в Халкидоне
В начале 451 года епископам, которые были низложены и изгнаны на Втором Эфесском соборе, было разрешено вернуться из ссылки, но вопрос об их восстановлении был оставлен на рассмотрение Халкидонского собора. На 9-м заседании, 26 октября, дело Ивы было рассмотрено собравшимися епископами. По его требованию быть восстановленным в соответствии с приговором Фотия и Евстафия в Бейруте и Тире, были зачитаны акты этого собора (а также предыдущего собора в Тире), и на следующий день папские легаты высказали свое мнение, что Ива был незаконно низложен и должен быть немедленно восстановлен. После долгих обсуждений это решение было принято единогласно. Легаты выступили первыми, объявив «его письмо» ортодоксальным, и потребовали его возвращения. Все прелаты согласились с этим вердиктом при условии, что он должен предать анафеме Нестория и Евтихия и принять томос папы Льва. Ива согласился без колебаний. «Он уже предал Нестория анафеме в своих трудах и сделает это снова десять тысяч раз, вместе с Евтихием и всеми, кто учит Единой природе, и примет все, что собор считает истиной». На этом он был единогласно разрешён от грехов и восстановлен в качестве епископа Эдессы на последующих заседаниях. Нонну, который был избран епископом после низложения Ивы, будучи законно рукоположенным, было позволено сохранить свой епископский сан, и после смерти Ивы, 28 октября 457 года, спокойно сменил его на посту митрополита. Принятие «его письма», когда Собор не уточнил, о каком письме идет речь, привело бы к последующим спорам и утверждениям о том, что Халкидонский собор одобрил содержание письма Маре.

## Споры VI—VII веков
Спор относительно его письма к «Маре» возник в следующем столетии, в известном споре о «Трех главах», когда письмо было заклеймено как неортодоксальное (вместе с работами Феодора Мопсуестийского и сочинениями Феодорита в пользу Нестория) в эдикте Юстиниана и было формально осуждено в 553 году Пятым вселенским собором, который предал анафеме всех, кто будет утверждать, что этот и другие оспариваемые документы были признаны православными Халкидонским собором. Позже Сирийская яковитская церковь предала Иву анафеме как несторианина.